# Clarin (Rebsorte)
Clarin ist eine Weißweinsorte, eine Neuzüchtung zwischen den Sorten Ugni Blanc x Clairette Blanche. Die Kreuzung erfolgte 1953 durch den französischen Ampelographen Paul Truel in der Domaine de Vassal, einer Außenstelle des Institut National de la Recherche en Agronomie der Universität von Montpellier.
Zum gewerblichen Anbau in Frankreich ist der Klon 0761 zugelassen. Kleinere Versuchsanbauten sind in Kanada bekannt.
Siehe auch die Artikel Weinbau in Frankreich und Weinbau in Kanada sowie die Liste von Rebsorten.
Synonyme: Zuchtstammnummer INRA 573-11 (Kreuzungsserie Nummer 573, Pflanze 11 der Serie).
Abstammung: Ugni Blanc x Clairette Blanche

## Ampelographische Sortenmerkmale
In der Ampelographie wird der Habitus folgendermaßen beschrieben:
- Die Triebspitze ist offen. Sie ist weißwollig behaart und von hellgrüner Farbe. Die gelblichen Jungblätter sind leicht wollig behaart.
- Die Blätter sind meist fünflappig (selten auch sieben- bzw. neunlappig) und deutlich gebuchtet (siehe auch den Artikel Blattform). Die Stielbucht ist lyrenförmig offen. Das Blatt ist stumpf gezahnt. Die Zähne sind im Vergleich zu anderen Rebsorten mittelweit gesetzt. Die Blattoberfläche (auch Blattspreite genannt) ist blasig derb.
- Die kegelförmige Traube ist groß (ca. 363 Gramm je Traube) und lockerbeerig. Die länglichen Beeren sind groß (im Mittel 3,3 Gramm) und von goldgelber Farbe.

Die Sorte treibt spät aus und entgeht somit späten Frühjahrsfrösten. Sie reift ca. 30 Tage nach dem Gutedel und gilt somit als spätreifend. Clarin ist eine Varietät der Edlen Weinrebe (Vitis vinifera). Sie besitzt zwittrige Blüten und ist somit selbstfruchtend. Beim Weinbau wird der ökonomische Nachteil vermieden, keinen Ertrag liefernde, männliche Pflanzen anbauen zu müssen.